# Juan Pascualli Gómez
Juan de Jesús Pasqualli Gómez (San Miguel de Allende, Guanajuato, 28 de junio de 1950 - México, D.F., 29 de abril de 2010) fue un ingeniero y político mexicano, miembro del Partido Acción Nacional, fue diputado federal.
Juan Pascualli Gómez fue Ingeniero Agrónomo Zootecnista, durante toda su vida se dedicó a actividades empresariales en el sector agropecuario, siendo socio de Grupo Alpura, de la empresa Semen y Embriones y director general de Rancho Don Bosco en Guanajuato, trabajó además en el Departamento de Agricultura y Ganadería del Estado de México de 1973 a 1977 y fue director general de Ganadería de la Secretaría de Ganadería del gobierno de Guanajuato de 2007 a 2008 en el gobierno de Juan Manuel Oliva Ramírez.
Ingresó a actividades política al ser electo Síndico del Ayuntamiento de San Miguel de Allende en el periodo 2003 a 2006, siendo presidente municipal Luis Alberto Villarreal García, y en 2009 fue postulado candidato del PAN y electo diputado federal por el Distrito electoral federal 2 de Guanajuato a la LXI Legislatura para el periodo que concluiría en 2012. En la Cámara de Diputados se desempeñó como miembro de las comisiones de Agricultura y Ganadería, de Recursos Hidráulicos y de Reforma Agraria, así como secretario de la comisión especial de Ganadería.
Falleció en el ejercicio de su cargo como diputado el 29 de abril de 2010 en la Ciudad de México, debido a un paro cardiaco.